# 1059
1059 (MLIX) var ett normalår som började en fredag i den julianska kalendern.

## Händelser

### Okänt datum
- Anselm av Canterbury slår sig ned i benediktinerklostret i Le Bec i Normandie.
- Kardinalskollegiet blir ensamma om påvevalet.
- Muhammed ben Da'ud, känd som Alp Arslan blir seldjukernas andre sultan.
- Isak I Komnenos abdikerar som bysantinsk kejsare och utser Konstantin Ducas till sin efterträdare.
- Påve Nikolaus II installeras i opposition mot motpåven Benedictus X.

## Födda
- Fulcher av Chartres, krönikör under Första korståget.
- Emma de Guader, engelsk adelsdam.
- Normandernas erövring av Syditalien inleds.

## Avlidna
- Mikael Cerularius, patriark av Konstantinopel.